# Ceroxylon weberbaueri
Ceroxylon weberbaueri är en enhjärtbladig växtart som beskrevs av Karl Ewald Maximilian Burret. Ceroxylon weberbaueri ingår i släktet Ceroxylon och familjen Arecaceae. Inga underarter finns listade i Catalogue of Life.